# 斯拉维扬卡湾
斯拉维扬卡湾（俄语：Залив Славянский），前称图拉穆湾（俄语：Залив Туламу），是彼得大帝湾的海湾，属滨海边疆区哈桑区管辖，长9.3公里，入口宽4.85公里，深达21米。布鲁西亚河流入它，斯拉维扬卡和圆基地分布在岸边，锡多罗夫岛和格拉西莫夫岛在它东部。